# 옥수운수
옥수운수(玉水運輸)는 서울특별시의 옛 마을버스 회사였고, 본사는 서울특별시 성동구 옥수동 428번지에 위치해 있었다. 같은 성동구 관내 마을버스 회사인 화송운수(현 화송옥수운수)와 같은 계열사였다.

## 주요 연혁
- 1990년대 중반 : 회사 설립
- 2009년 : 당시 같은 계열사인 화송운수에 흡수합병되어 화송옥수운수로 재편되었다.

## 주요 운행노선
- ● 성동09번 : 옥수동 극동아파트 5동 ↔ 옥수역(구 성동마을 6번)